# جوناثان بالوتيلي
جوناثان بالوتيلي، لاعب كرة قدم برازيلي .
مثل عدة أندية برازيلية ووقع مع نادي الغرافة عام 2017 و لكن أصيب ولم يلعب معهم .

## روابط خارجية
- جوناثان بالوتيلي على موقع دوري كوريا الجنوبية (الإنجليزية)
- جوناثان بالوتيلي على موقع قاعدة بيانات كرة القدم.إي يو (الإنجليزية)
- جوناثان بالوتيلي على موقع Soccerway.com (الإنجليزية)